# マルケッティ定数

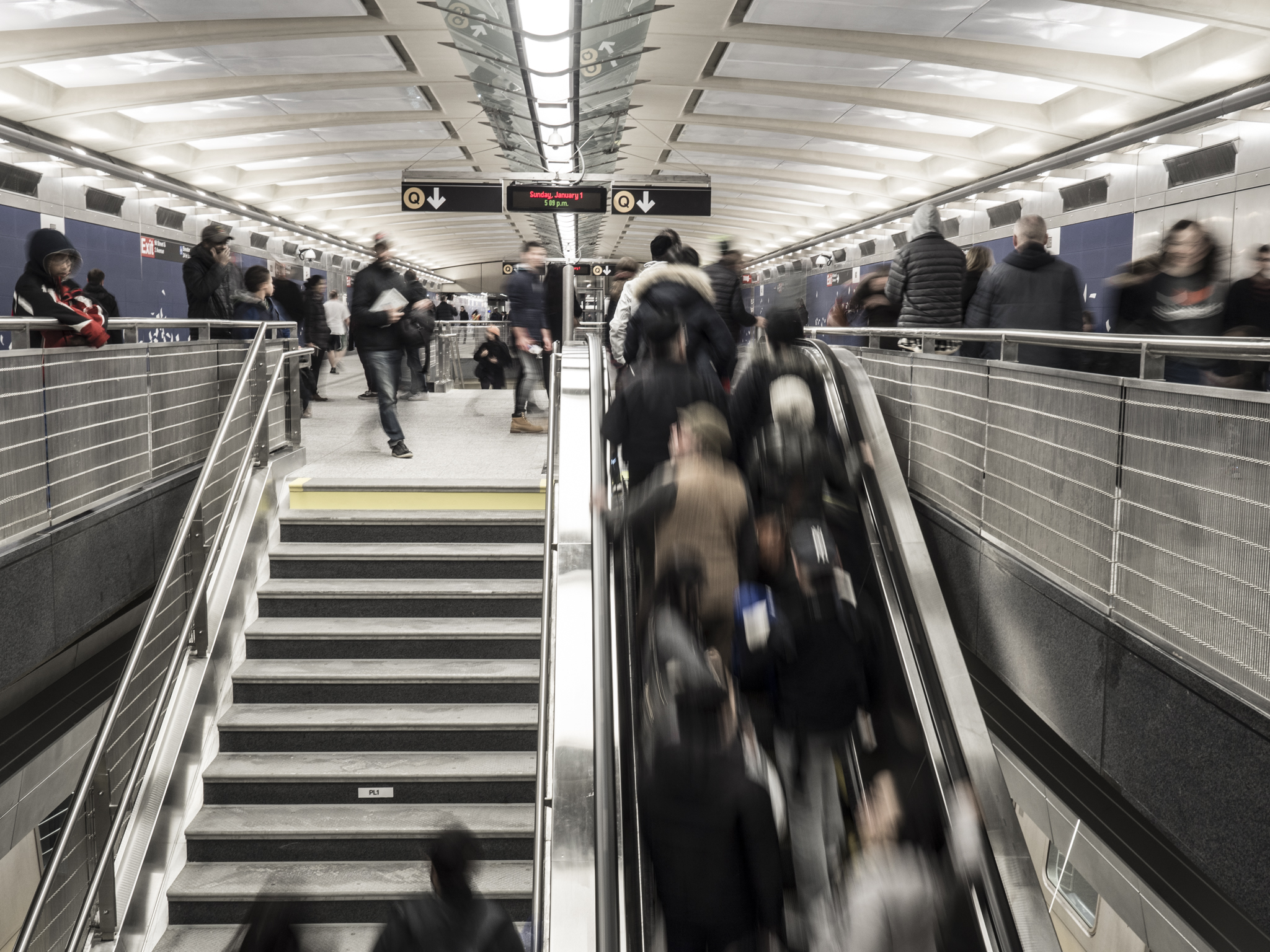
ニューヨーク市地下鉄の通勤者

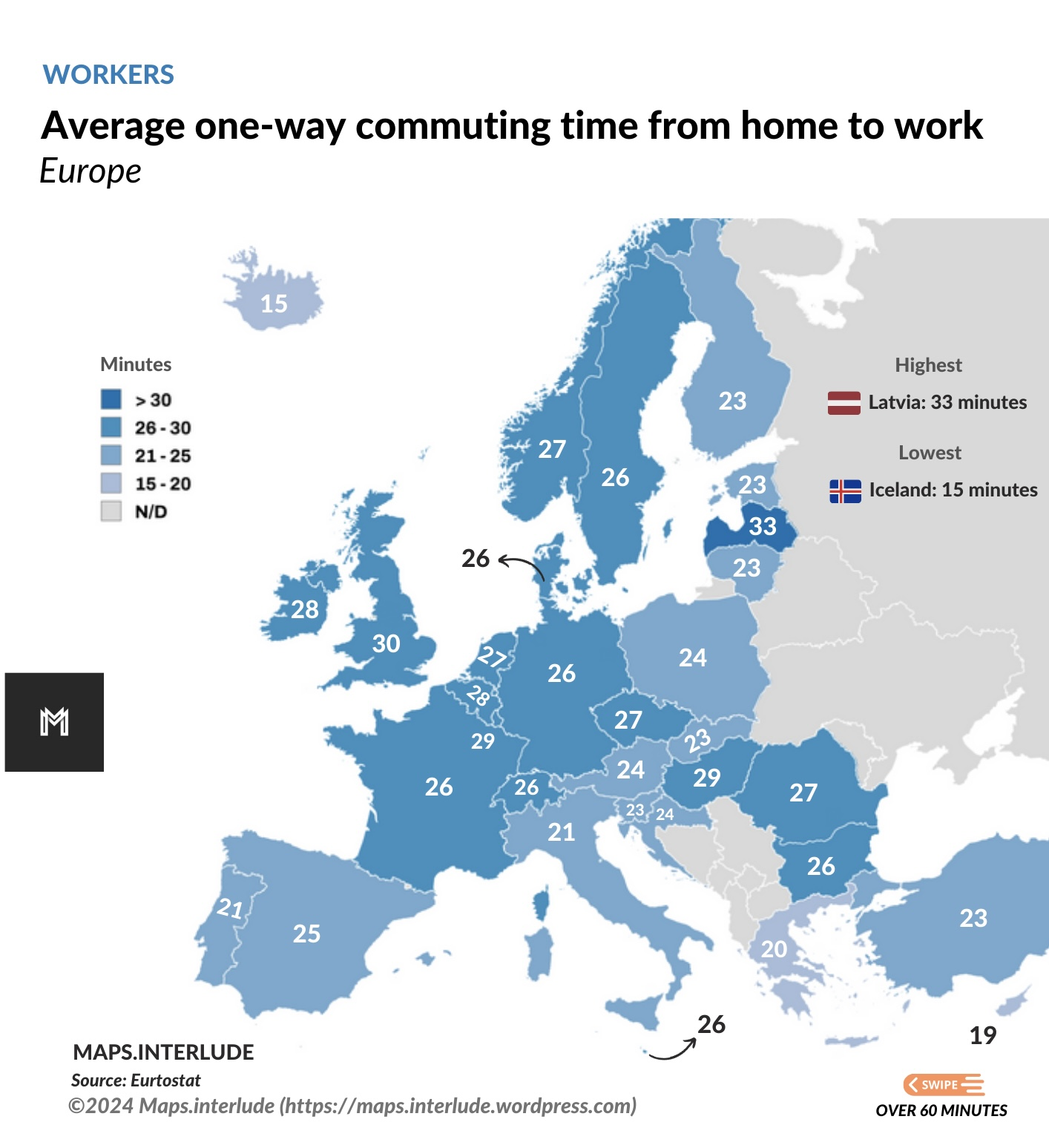
2024年 欧州労働者の平均通勤時間

マルケッティ定数（マルケッティていすう）は、毎日通勤に費やす平均時間である。その値は約1時間、片道の場合は30分である。この定数はイタリアの物理学者チェーザレ・マルケッティ(Cesare Marchetti)にちなんで名付けられたが、「1時間」は交通アナリストでエンジニアのヤツォフ・ザハヴィ(Yacov Zahavi)による発見である。
マルケッティは、都市計画や交通の形態は変化し、村に住む人もいれば都市に住む人もいるが、人々は徐々に自分たちの生活（職場に対する自宅の位置関係など）に適応し、平均移動時間はほぼ一定に保たれると主張している。
新石器時代以来、人々は交通手段の進歩により移動距離が長くなっても、1日あたりの平均移動時間を同じに保ってきた。ルイス・マンフォードは1934年の著書『技術と文明(Technics and Civilization)』の中で、バートランド・ラッセルによる観察に触れている。
バートランド・ラッセルは、移動手段が改良されるたびに、人々が移動せざるを得ない範囲が拡大してきたと指摘している。そのため、1世紀前であれば職場まで歩いて30分かかっていた人は、今でも目的地に着くまでに30分を費やさなければならない。移動時間を短縮できたはずが、より遠い住宅地まで高速に移動することで、時間短縮が事実上帳消しになっているからである。
関連する概念としてザハヴィの概念がある。彼もまた、人々は「移動時間予算」、つまり「人々が日々の移動に費やすことのできる時間」が一定であるように見えることに気づいていた。 :8 英国運輸省の元主任科学者であるデイビッド・メッツは、英国全国移動調査から得られた英国の平均移動時間に関するデータを引用し、マルケッティとザハヴィの結論を支持している 。この研究は、インフラ投資が移動時間を節約するという主張に疑問を投げかけている。むしろ、メッツの数字からは、人々は節約した移動時間を長距離の移動に投資していることが示唆される。 この研究は、インフラ投資が移動時間を節約するという主張に疑問を投げかけている。むしろ、メッツの数字からは、人々は節約した移動時間を長距離の移動に投資していることが示唆される。 これは、Lewis–Mogridge positionによって説明されるジェボンズのパラドックスの具体例である。移動時間と誘発移動の一定性のため、ロバート・セルベロは、世界銀行やその他の国際援助機関は、発展途上都市や急速に自動車化が進む都市における交通投資提案を、潜在的な移動時間の節約よりも、それがもたらすアクセス性の向上を重視していると主張している。